# Гофман, Генрих (фотограф)
Ге́нрих Го́фман (нем. Heinrich Hoffmann; 12 [24] сентября 1885[…], Фюрт, Королевство Бавария — 16 декабря 1957, Мюнхен) — немецкий фотограф и издатель. Национал-социалист, близкий друг Адольфа Гитлера, его личный фотограф.

## Биография
Генрих Гофман — единственный ребёнок в семье фотографа Роберта Гофмана и его супруги Марии, урождённой Каргль. С 1897 года Генрих занялся семейным делом и обучался фотографии у отца и дяди в их фотоателье на площади Иезуитов в Регенсбурге. Придворные фотографы Гофманы специализировались на фотопортретах, среди их клиентов было немало королевских особ и высокопоставленных лиц.
В возрасте 16 лет Генрих Гофман устроился на работу в Дармштадт помощником Гуго Тиле (Hugo Thiele), придворного фотографа великого герцога Гессенского Эрнста Людвига. Тиле, а с ним и Гофмана неоднократно вызывали в герцогский дворец для фотографирования членов герцогской семьи. По воспоминаниями Гофмана, он ещё тогда почувствовал «ауру трагической грусти, окружавшей российских аристократок» — сестёр великого герцога Эрнста Людвига Елизаветы и Алисы, обвенчавшихся с членами российского императорского дома — великим князем Сергеем Александровичем и императором Николаем. Российская императрица выглядела робко и отстранённо и, казалось, испытывала облегчение, когда заканчивался фотографический сеанс.
В 1901 году Генрих Гофман переехал в Гейдельберг, где работал у университетского фотографа Фрица Лангбейна, специализировавшегося на жанровой фотографии из жизни местных студентов. С 1902 года Гофман работал во Франкфурте-на-Майне в студии военного фотографа Филиппа Теобальда, среди клиентов которого были офицеры из близлежащих казарм. Как и прежде, Гофману доверяли пока только подцветку фотоснимков. В начале 1903 года Гофман приехал в курортный Гомбург на стажировку в фотоателье императорского двора Томаса Генриха Фойгта. В Висбаденском замке Гофман ассистировал на фотосессии кайзера Вильгельма по случаю исторической встречи с императором Николаем. Кайзер, имевший многочисленные почётные звания иностранных полков, решил тогда сняться в форме каждого из них. После трёх лет работы на Фойгта Гофман некоторое время работал в Цюрихе у фотографа Камиля Руфа.
Из Швейцарии Гофман вернулся в Мюнхен, мечтая о стезе художника. В Мюнхенском университете он посещал лекции по анатомии профессора Зигфрида Мольера и изучал технику рисунка у профессора Генриха Книрра в Мюнхенской академии художеств. Но старший Гофман был категорически против таких планов сына и разрешал ему заниматься искусством и живописью лишь в приложении к фотографии. Несбывшаяся мечта Гофмана о художественном поприще сблизила его в будущем с Гитлером, который также безуспешно искал себя в живописи.
В 1907 году набравшийся практического опыта Гофман отправился в Англию, надеясь заработать на собственное фотоателье. По рекомендации фотографа Георга Генриха Эммериха он некоторое время проработал в лондонском ателье Эмиля Отто Хоппе, а затем открыл собственную фотомастерскую, успешно участвовал во многих фотоконкурсах и обзавёлся связями среди местной знати. Благодаря случаю Гофман сделал сенсационные снимки крушения дирижабля. Накопив достаточно средств, в 1909 году Гофман вернулся на родину и в начале 1910 года открыл портретную фотостудию в Мюнхене по адресу Шеллингштрассе, 33. В начале 1911 года Генрих Гофман женился на одной из своих первых клиенток Нелли Бауман, которая стала его помощницей в ателье. Фотобизнес Гофмана пошёл в гору благодаря его репортёрской находчивости и любви к искусству. По заказу газеты Münchner Illustrierte Zeitung Гофман добыл фотографию прибывшего с гастролями в Мюнхен Карузо, он также сотрудничал с берлинскими и австрийскими агентствами новостей. Среди клиентов Гофмана числились Бруно Вальтер и Рихард Штраус.
С началом Первой мировой войны Гофмана призвали в армию военным фотографом, он начинал службу при 3‑м баварском армейском корпусе на Западном фронте, а затем в сформированной кинофотослужбе занимался проявкой фотографий военной разведки. 2 августа 1914 года Гофман вёл фотосъёмку всеобщего ликования на мюнхенской площади Одеонсплац. На чёрно-белом снимке с площади Одеонсплац позднее будет узнан присутствовавший там Адольф Гитлер. В конце 1918 года с началом Ноябрьской революции Гофмана отпустили домой, и в революционном Мюнхене он вновь занялся фоторепортажами и фотопортретами вождей революции. После разгрома Баварской республики Гофман опубликовал фотоальбом под заголовком «Год баварской революции», который снискал большой успех. В 1919 году вступил в гражданскую самооборону, стоявшую на правых экстремистских позициях.
В апреле 1920 года 34-летний Гофман вступил в НСДАП и получил монопольные права на сбыт издаваемой Эккартом антисемитской подстрекательской газеты Auf gut deutsch («На правильном немецком»). Одновременно завязал дружеские отношения с Дитрихом Эккартом, издателем Völkischer Beobachter. Гофмана стали привлекать к фотографированию партийных боссов: Германа Геринга, Рудольфа Гесса, а вскоре и Гитлера. По воспоминаниям Гофмана, на момент знакомства он занимал куда более прочное положение в обществе, чем Гитлер.
После Пивного путча в 1923 году появились первые портреты Гитлера, сделанные Гофманом. На одном из них Гитлер снят в кругу товарищей по заключению в Ландсбергской тюрьме. Все фотографии Гитлера, где он был снят с близкого расстояния, были сделаны Генрихом Гофманом. Гитлера и Гофмана связывали очень близкие и доверительные отношения. В гостях у Гофманов на вилле в Богенхаузене Гитлер чувствовал себя как дома. По воспоминаниям дочери Гофмана Генриетты, Гитлер часто бывал у них, оставался на обед, а после него музицировал за пианино или отдыхал в саду, лёжа на траве, и даже читал вслух пьесу Людвига Томы:23:59.
В 1924 году Гофман издал фотоброшюру «Пробуждение Германии в снимке и слове», а в 1926 году принимал деятельное участие в основании печатного органа национал-социалистов Illustrierter Beobachter. В 1929 году Гофман как представитель НСДАП принимал участие в работе съезда депутатов Верхней Баварии и с декабря 1929 года входил в состав мюнхенского городского совета.
Гофман познакомил Гитлера с Евой Браун, которая в 1929 году устроилась ученицей в фотоателье Гофмана. Однажды вечером Гофман появился в ателье вместе с мужчиной, которого он представил как господина Вольфа. После ухода незнакомца Гофман пояснил Еве, что это был фюрер НСДАП Адольф Гитлер. Так же Гофман в 1936 году рекомендовал Гитлеру доктора Морелля, у которого лечился сам .
С 1932 года Гофман преимущественно занимался пропагандистскими фоторепортажами. В его издательстве Heinrich Hoffmann. Verlag national-sozialistische Bilder было занято до 300 человек, а обороты его бизнеса по сбыту фотоальбомов по заказам НСДАП вскоре стали измеряться миллионами рейхсмарок. Вследствие своей занятости на этом поприще в 1933 году Гофман был вынужден покинуть пост члена городского совета Мюнхена.
В 1937 году Гитлер поручил Гофману подбор экспонатов для «Большой германской художественной выставки». Для этого ему даже было присвоено звание профессора.
В 1938 году Гофман стал членом комиссии по реализации конфискованных произведений дегенеративного искусства. Ему ставилась задача без лишнего шума продать эти произведения искусства за валюту за границу. В августе 1939 года Генрих Гофман входил в состав германской делегации во главе с Иоахимом фон Риббентропом, прибывшей в Москву для подписания пакта Молотова — Риббентропа.
С 1933 года — депутат рейхстага.
В апреле 1945 года, в последний раз побывав у Гитлера, Гофман отправился в Баварию, где в Обервёссене был арестован американцами.
В октябре 1945 года Генрих Гофман был помещен в тюрьму Международного военного трибунала в Нюрнберге, где должен был навести порядок в своём архиве для участия в Нюрнбергском процессе. Процесс денацификации против личного фотографа и друга Гитлера начался в январе 1946 года. Сначала Гофмана причислили к главным обвиняемым, однако ему удавалось вновь и вновь обжаловать решение суда, приговорившего Гофмана к 10 годам лишения свободы. В конце концов Гофман был приговорён к четырём годам заключения с полной конфискацией имущества. После своего освобождения в 1950 году Гофман поселился в деревне Эпфах под Мюнхеном, где умер через семь лет в возрасте 72 лет.

### Семья
Жена (с 1911) — Тереза «Нелли» Бауман (ум. 1928); дети:
- Генриетта (1913—1992); с 1932 года замужем за Бальдуром фон Ширахом, рейхсюгендфюрером гитлерюгенда, гауляйтером Вены;
- Генрих (24.10.1916 — ?). Вторым браком был женат на Эрне Грёбке.